# Klassedames
Klassedames is een Vlaams televisieprogramma op VTM.
In dit televisieprogramma krijgen acht Vlaamse meiden de kans om hun leven totaal om te gooien, in 6 afleveringen krijgen ze de kans om een echte dame te worden, ze worden begeleid door Mevrouw Beckers en Lena Selleslagh op Slot Pietersheim.
De winnaar van dit programma was Evilyn, ze won in de finale van Purdey en Jessy.

## Trivia
- In Nederland is Klassedames onder de naam Dames in de Dop bekend.
- In het najaar van 2007 wordt er ook op RTL 5 Klassedames uitgezonden.